# Aline Dossou Gbete
Pour les articles homonymes, voir Dossou.
Aline Dossou Gbete née le 12 août 1990 à Toulouse, France est une championne internationale de taekwondo. Membre de l'équipe de France, elle a remporté la Coupe du Monde francophone et a décroché une médaille d'argent à la Coupe du monde par équipe ainsi qu'aux World Combat Games, avec la délégation tricolore.

## Palmarès

### Coupe du monde par équipe
- Médaille d'argent à la Coupe du monde par équipe 2012, à Santa-Cruz, Aruba

### World Combat Games par équipe
- Médaille d'argent à l'édition 2013 des World Combats Games, à Saint-Pétersbourg, Russie

### Championnats du monde universitaires
- Médaille de bronze aux Championnats du monde universitaires 2012, à Poncheon en Corée du Sud

### Coupe du monde francophone
- Médaille d'or à la Coupe du monde francophone 2012 à Abidjan, Côte d'Ivoire
- Médaille d'argent à la Coupe du monde francophone 2010 à Cotonou, Bénin

### Coupe méditerranéenne
- Médaille de bronze à la Coupe méditerranéenne 2010 à Hammamet, en Tunisie

### Championnats d'Europe -21 ans
- Médaille d'argent aux Championnats d'Europe -21 ans 2009 à Vigo, Espagne

### Opens Internationaux
- Médaille de bronze à l'Open international de Fujairah aux Émirats arabes unis en 2014
- Médaille d'or à l'Open international de Croatie en 2013
- Médaille d'or à l'Open international d'Autriche en 2011
- Médaille d'or à l'Open international d'Azerbaïdjan en 2011
- Médaille de bronze à l'Open international d’Israël en 2013
- Médaille d'or à l'Open international d’Israël en 2011
- Médaille d'argent à l'Open international de Corée en 2012
- Médaille de bronze à l'US Open en 2013
- Médaille de bronze à l'Open international d'Allemagne en 2013
- Médaille de bronze à l'Open international d'Allemagne en 2012
- Médaille de bronze à l'Open international d'Allemagne en 2011
- Médaille d'argent à l'Open international d'Andorre en 2010

### Championnats de France
- Médaille d'or aux Championnats de France 2013
- Médaille d'or aux Championnats de France 2012
- Médaille d'or aux championnats de France 2006